# اتو بیلد
اتو بیلد (انگلیسی: Auto Bild) (ISSN 0930-7095) یک مجله خودرویی به زبان آلمانی است که دفتر آن در هامبورگ، آلمان است.